# Richard John Garcia
Richard John Garcia (Califórnia, 24 de abril de 1947 – Monterey, 11 de julho de 2018) foi um bispo católico romano americano. 

## Carreira
Ele foi nomeado pelo Papa Bento XVI como o quarto ordinária bispo da Diocese de Monterey, na Califórnia, em 19 de dezembro de 2006, e foi instalado em uma Missa celebrada pelo Cardeal Roger Mahony , em 30 de janeiro, 2007.

## Morte
Em abril de 2018, Richard foi diagnosticado com a doença de Alzheimer. Richard morreu em 11 de julho de 2018, de complicações da doença, aos 71 anos.